# The One (엘튼 존의 음반)
《The One》은 1992년 6월 22일에 발매된 영국의 음악가 엘튼 존의 스물네 번째 스튜디오 음반이다. 크리스 토머스가 프로듀싱을 맡았고 파리의 빌헬름 텔 스튜디오에서 녹음되었다. 이 음반은 밴스 벅에게 헌정되었고 이 음반의 표지 작품은 잔니 베르사체가 디자인했다.
《The One》은 라이오넬 리치의 《Back to Front》 컴필레이션에 밀려 1위에 오르지 않고 3주 연속 2위를 차지했다. 이 음반은 1975년 이후 미국에서 가장 많이 팔린 존의 음반이며, 미국 음반 산업 협회에 의하면 미국에서 플래티넘 2장을 인증받았다.

## 곡 목록
엘튼 존과 버니 토핀이 작사/작곡한 모든 곡들은 올레 로모와 공동 작사/작곡한 〈Runaway Train〉을 제외한다.
1. "Simple Life" – 6:25
2. "The One" – 5:53
3. "Sweat It Out" – 6:38
4. "Runaway Train" – 5:23 (에릭 클랩튼과 듀엣)
5. "Whitewash County" – 5:30
6. "The North" – 5:15
7. "When a Woman Doesn't Want You" – 4:56
8. "Emily" – 4:58
9. "On Dark Street" – 4:43
10. "Understanding Women" – 5:03
11. "The Last Song" – 3:21